# Metastelma tubatum
Metastelma tubatum là một loài thực vật có hoa trong họ La bố ma. Loài này được Griseb. mô tả khoa học đầu tiên năm 1879.